# Jürg Biner
Jürg Biner (* 15. August 1964 in Zermatt, Wallis) ist ein ehemaliger Schweizer Freestyle-Skier. Er war auf die Buckelpisten-Disziplin Moguls spezialisiert und gewann bei den Weltmeisterschaften 1989 die Silbermedaille. Im Weltcup gelangen ihm drei Podestplätze. Im Anschluss an seine Sportkarriere war er in seiner Heimatgemeinde Zermatt als Tourismusfunktionär und Hotelier tätig.

## Biografie

### Sportliche Laufbahn
Jürg Biner gab am 9. Dezember 1986 in Tignes sein Debüt im Freestyle-Skiing-Weltcup. Fünf Wochen später klassierte er sich als Zwölfter erstmals in den Punkterängen. Nach durchwachsenen Ergebnissen gelang ihm sein erstes Spitzenresultat im Januar 1988 mit Rang sechs in Lake Placid. Im letzten Rennen jener Saison schaffte er als Zweiter in Meiringen-Hasliberg seinen ersten Podestplatz. Noch erfolgreicher lief der folgende Winter für Biner. Nach drei Weltcup-Platzierungen unter den besten zehn gewann er bei den Weltmeisterschaften am Oberjoch hinter Edgar Grospiron die Silbermedaille. Er war der zweite Schweizer nach Petsch Moser, dem diese Leistung glückte. Dank einem weiteren zweiten Platz beim Saisonfinal in Suomo erreichte er als Achter in der Disziplinenwertung sein Karrierehoch.
Nach einem dritten Platz zu Saisonbeginn 1989/90 konnte Biner nicht mehr an frühere Erfolge anknüpfen. Im Rahmen der Olympischen Winterspiele von Albertville, wo die Buckelpiste erstmals offiziell auf dem Plan stand, wurde er Zehnter. Bei den Weltmeisterschaften in Altenmarkt-Zauchensee belegte er Rang 15. Als bestes Resultat der folgenden beiden Saisons erreichte er im Dezember 1993 einen sechsten Platz in La Plagne. Bei seinen letzten Olympischen Spielen in Lillehammer kam er nicht über Rang 17 hinaus. Drei bzw. vier Jahre später startete er bei Europacup-Rennen am Monte Tamaro und in Airolo, ehe er sich aus dem Leistungssport zurückzog.
Im April 2009 gab Jürg Biner im Alter von 44 Jahren im Rahmen der italienischen Meisterschaften in Livigno ein Comeback und klassierte sich als Achter. Im folgenden Jahr nahm er an den Schweizer Meisterschaften auf der Engstligenalp teil und wurde Zwölfter. Am selben Ort belegte er als 52-Jähriger bei den Schweizer Meisterschaften 2017 Rang 20.

### Weitere Karriere

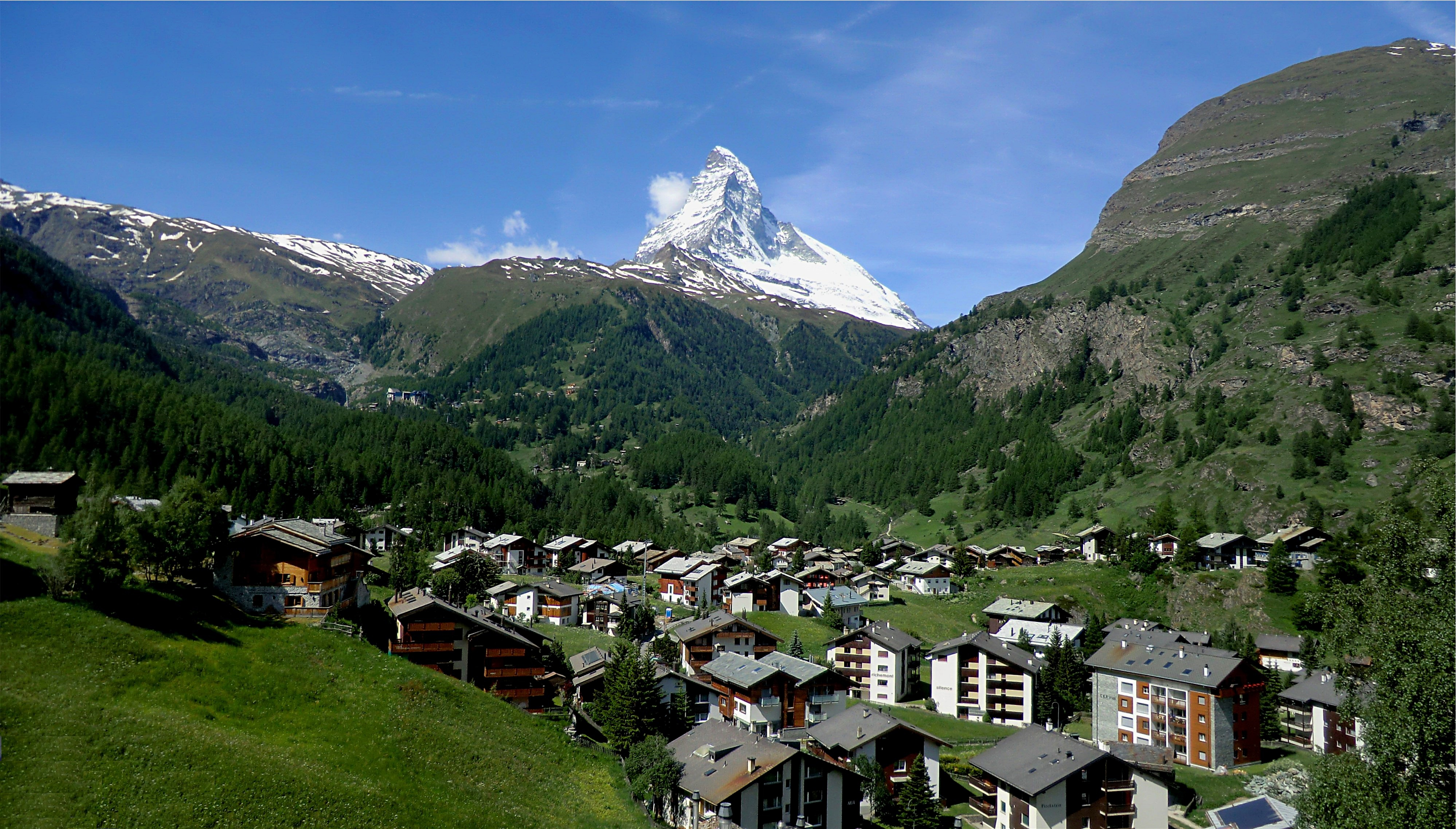
Zermatt mit Matterhorn

Jürg Biner, der einige Semester Ökonomie an der Universität Freiburg studierte, übernahm nach der sportlichen Laufbahn das Hotel seiner Eltern. Vater Yvo (1926–2006) war in Zermatt nicht bloss Hotelier, sondern auch Gemeinderat, Museumsmäzen und «Bergbahnpionier» gewesen. Jürg baute das Hotel zu einem Viersternebetrieb mit 78 Betten aus, der im Tourismusjahr 2007/08 über 20'000 Logiernächte zählte und 3,3 Millionen Franken umsetzte. Von 2000 bis 2005 war Biner ausserdem Präsident des örtlichen Tourismusverbandes und engagierte sich in dieser Funktion unter anderem für nachhaltigen Tourismus und gegen den exzessiven Zweitwohnungsbau.
Im Herbst 2008 legte Biner dem Zermatter Gemeinderat eine Liste kritischer Fragen zur Anwendung des Baugesetzes und des Baureglements in mehreren konkreten Fällen vor. Gemeinderatspräsident Christoph Bürgin verweigerte die Auskunft unter Berufung auf den Datenschutz und gab die Überprüfung an das zuständige Kantonsamt weiter. Eine Datenschutzkommission bestätigte schliesslich Biners Recht auf Antworten. Wenig später beschloss der Gemeinderat die Schliessung des seit 1961 bestehenden Familienhotels und nannte als Begründung ein mangelhaftes Erdbebengutachten. Tatsächlich liess ein Beamter das Hotel mit 15 Mitarbeitern im Juli 2009 aufgrund eines Konkursverfahrens zusperren. Biner weigerte sich, eine Rechnung in Höhe von 8000 Franken zu bezahlen, die er «fälschlicherweise» an sich adressiert sah. Den Schliessungsentscheid bezeichnete er gegenüber den Medien als «Racheakt des Gemeinderates». Nachdem er den Konkurs durch alle Instanzen angefochten hatte, aber aufgrund von Formfehlern abgewiesen worden war, wurde das Hotel durch den Kanton zur Zwangsversteigerung ausgeschrieben. Eine Rettungsaktion des Bergführers und ehemaligen CSP-Gemeinderates Mario Julen, um die mittlerweile in Millionenhöhe gestiegenen Forderungen zu tilgen, konnte die Zwangsmassnahme nicht mehr verhindern. Im Dezember 2009 ersteigerte die Sunstar-Holding das auf 8,7 Millionen Franken geschätzte Objekt um 7,5 Millionen Franken. Biner, der bis zuletzt auf seine Bank als Käufer gehofft hatte, bewohnte das Hotel zu diesem Zeitpunkt selbst und hielt sich später mehrfach ohne Einverständnis des neuen Besitzers dort auf.
In der Folge eines jahrelangen Rechtsstreits wurde Jürg Biner 2016 durch das Bezirksgericht Visp wegen betrügerischen Konkurses, Pfändungsbetruges und Gläubigerschädigung durch Vermögensminderung zu einer bedingten Freiheitsstrafe von sieben Monaten verurteilt. Nach Rekurs bestätigte das Kantonsgericht das Urteil, wandelte die Strafe aber in eine mildere Geldstrafe von 210 Tagessätzen um. Einer Beschwerde vor dem Bundesgericht wurde nicht stattgegeben. Ausserdem bestätigte das letztinstanzliche Urteil die Verübung mehrfachen Hausfriedensbruchs, Vernachlässigung von Unterhaltspflichten und grobe Verletzung von Verkehrsregeln.
Jürg Biner ist Vater von vier Kindern.

## Erfolge

### Olympische Spiele
- Albertville 1992: 10. Moguls
- Lillehammer 1994: 17. Moguls

### Weltmeisterschaften
- Oberjoch 1989: 2. Moguls
- Altenmarkt-Zauchensee 1993: 15. Moguls

### Weltcup
- 14 Platzierungen unter den besten zehn, davon 3 Podestplätze

### Weltcupwertungen
| Saison  | Gesamt | Gesamt | Moguls | Moguls |
| Saison  | Platz  | Punkte | Platz  | Punkte |
| ------- | ------ | ------ | ------ | ------ |
| 1986/87 | 55.    | 9      | 21.    | 66     |
| 1987/88 | 52.    | 12     | 16.    | 86     |
| 1988/89 | 26.    | 18     | 8.     | 128    |
| 1989/90 | 65.    | 8      | 25.    | 47     |
| 1990/91 | –      | –      | 54.    | 4      |
| 1991/92 | 75.    | 5      | 28.    | 42     |
| 1992/93 | 73.    | 28     | 25.    | 256    |
| 1993/94 | 69.    | 25     | 27.    | 200    |